# 村岡食品工業
村岡食品工業株式会社（むらおかしょくひんこうぎょう）は、群馬県前橋市高井町一丁目に本社を置く日本の食品会社である。漬物スナックの「梅しば」・「ごんじり」が有名である。

## 概要
1933年（昭和8年）に村岡菊太郎が食品加工業「村岡商店」を創業したことに始まり、1947年（昭和22年）に「村岡食品工業株式会社」となる。各種漬物などの製造販売を行っているが長野や甲府の小梅の「かりかり梅」をヒントにして1979年（昭和54年）に発売した中梅の「梅しば」が大ヒットした。現在では「梅しば」・「ごんじり」などの漬物スナックで知られている。2002年（平成14年）には「生梅の長期保存冷蔵システム」が群馬県から「ぐんまの1社1技術」に選定された。
現在の社長は4代目の村岡優年である。2006年（平成18年）の年間売上は42億円であった。前橋市の本社工場の他に榛名と渋川に工場がある。

## 沿革
- 1933年（昭和8年） - 「村岡商店」として創業[3][6]。
- 1947年（昭和22年） - 「村岡食品工業株式会社」設立[1][6]。
- 1965年（昭和40年） - 「浜千鳥」が全国漬物品評会で農林大臣賞受賞[6]。
- 1967年（昭和42年） - 関東風「しば漬」の販売を始める[6]。
- 1969年（昭和44年） - 前橋工場移転[6]。
- 1979年（昭和54年） - 「梅しば」を発売[6]。
- 1987年（昭和62年） - 榛名町工場新設[6]。
- 2000年（平成12年） - 渋川新工場完成[6]。
- 2002年（平成14年） - 「生梅の長期保存冷蔵システム」が群馬県から「ぐんまの1社1技術」に選定[1]。
- 2007年（平成19年） - ISO9001認証[6]。

## 主な商品
主な商品としては、『梅しば』関連製品が太柱であり、続いて、『ごんじり』・『ちょろぎ』・『玉蒟蒻』の各関連製品を発売している。

## テレビCM
80年代後半～90年代頃までテレビ東京系などでテレビCMが放映されていた。
- 梅しば

授業中の教室内 で男子生徒(村岡くん)がこっそり「梅しば」を食べているのを隣の席の女子生徒が目撃し、大声で「先生！村岡くんが梅しば食べてますよ！」と告げ口し、他の生徒たちが「えー！」と騒ぎ、それを見た男性教師が「ほっといてちょうだい！」と中性的な口調で怒るというコミカルな内容。
- ごんじり

アニメーション映像に藤圭子がCMソングを歌うCMが放映されていた。